# المنصف (ليون)
المَنْصَف أو رُبما المنسى أو (نقحرة: المانزا) هي بلدية تقع في مقاطعة ليون في قشتالة وليون في إسبانيا. وفقًا لتعداد عام 2009 (INE) يبلغ عدد سكان البلدية 609 نسمة.

## أنظر أيضا
- المنسى أو المنصف في محافظة البسيط